# 恩通加莫区
恩通加莫区是乌干达的一个地区，2001年估计人口为411,799，乌现任总统约韦里·穆塞韦尼生于该区。该区原隶属安科莱王国，但王国在1967年被总统米尔顿·奥博特废除。